# Liste der Auslandsvertretungen Sambias

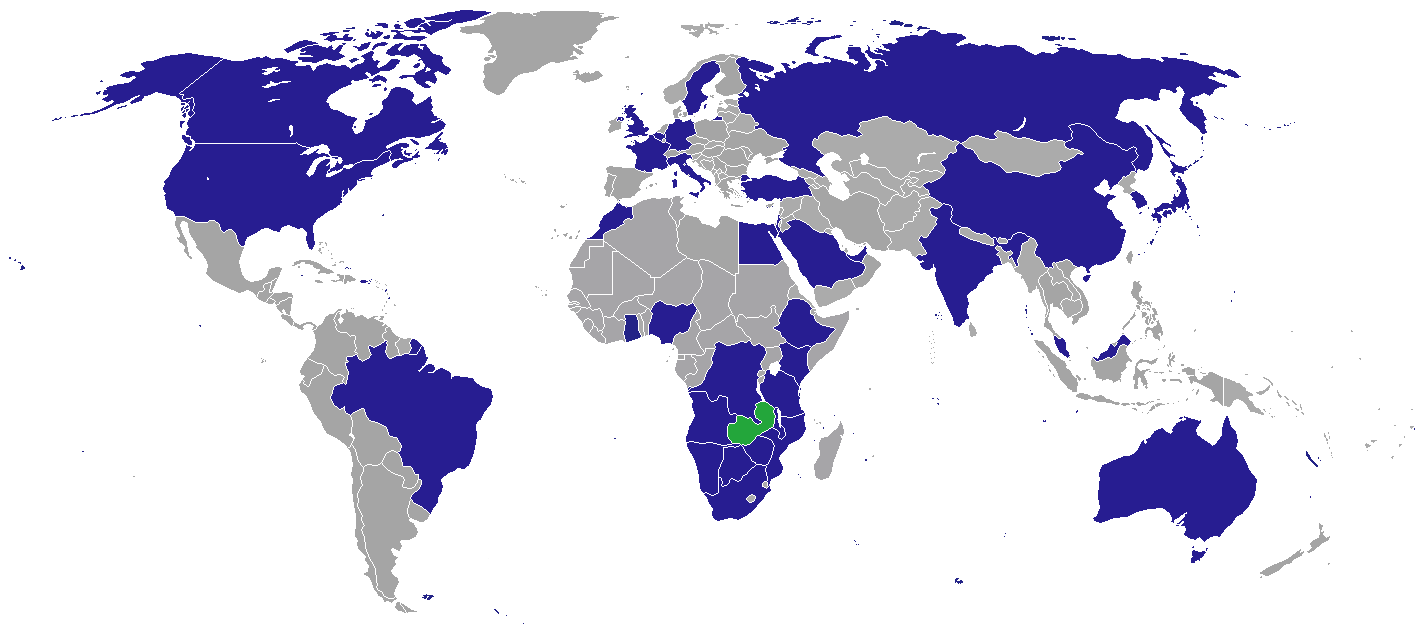
Standorte der diplomatischen Vertretungen Sambias

Dies ist eine Liste der diplomatischen und konsularischen Vertretungen Sambias.

## Diplomatische und konsularische Vertretungen

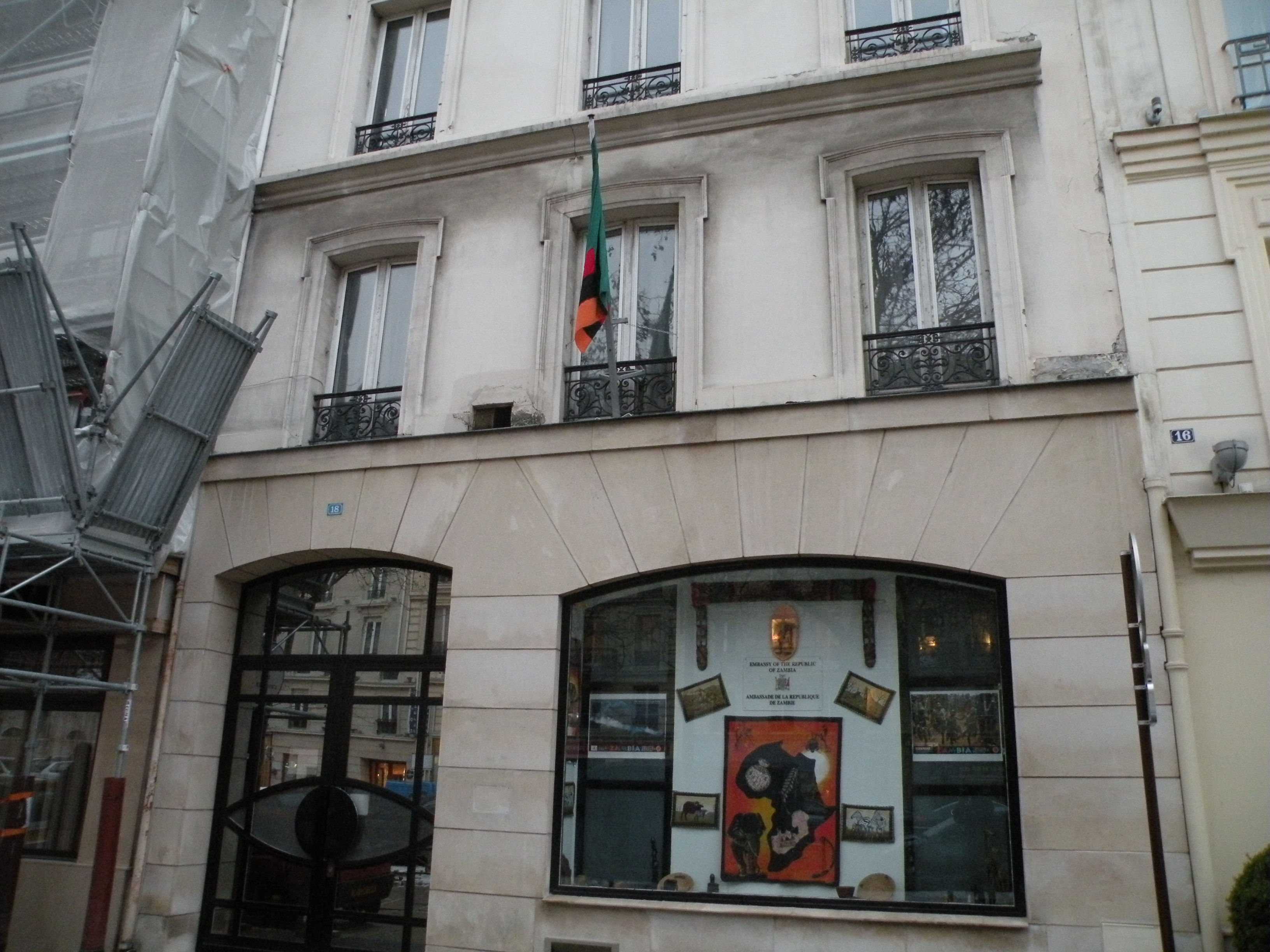
Sambische Botschaft in Paris

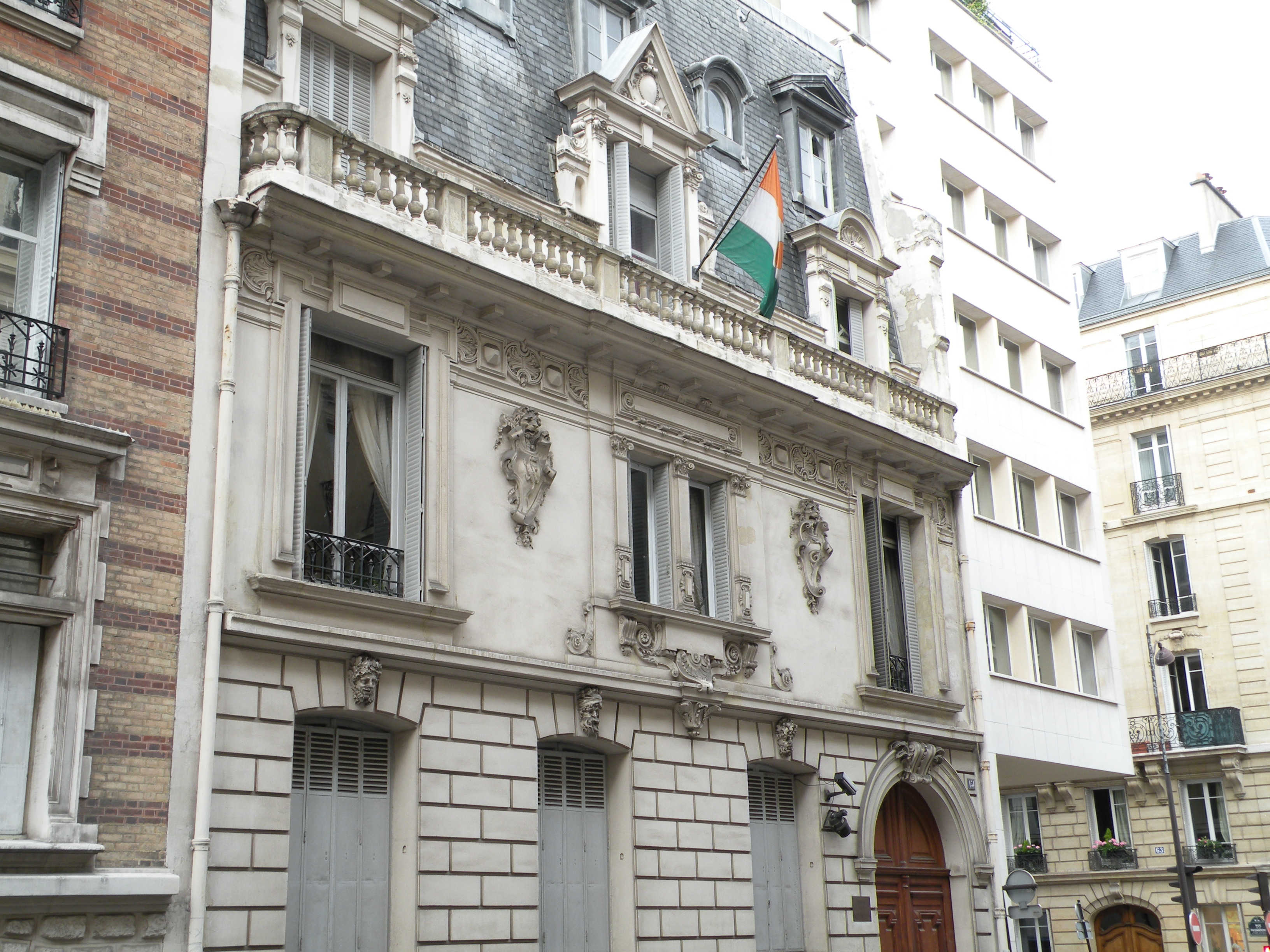
Sambische Botschaft in Moskau

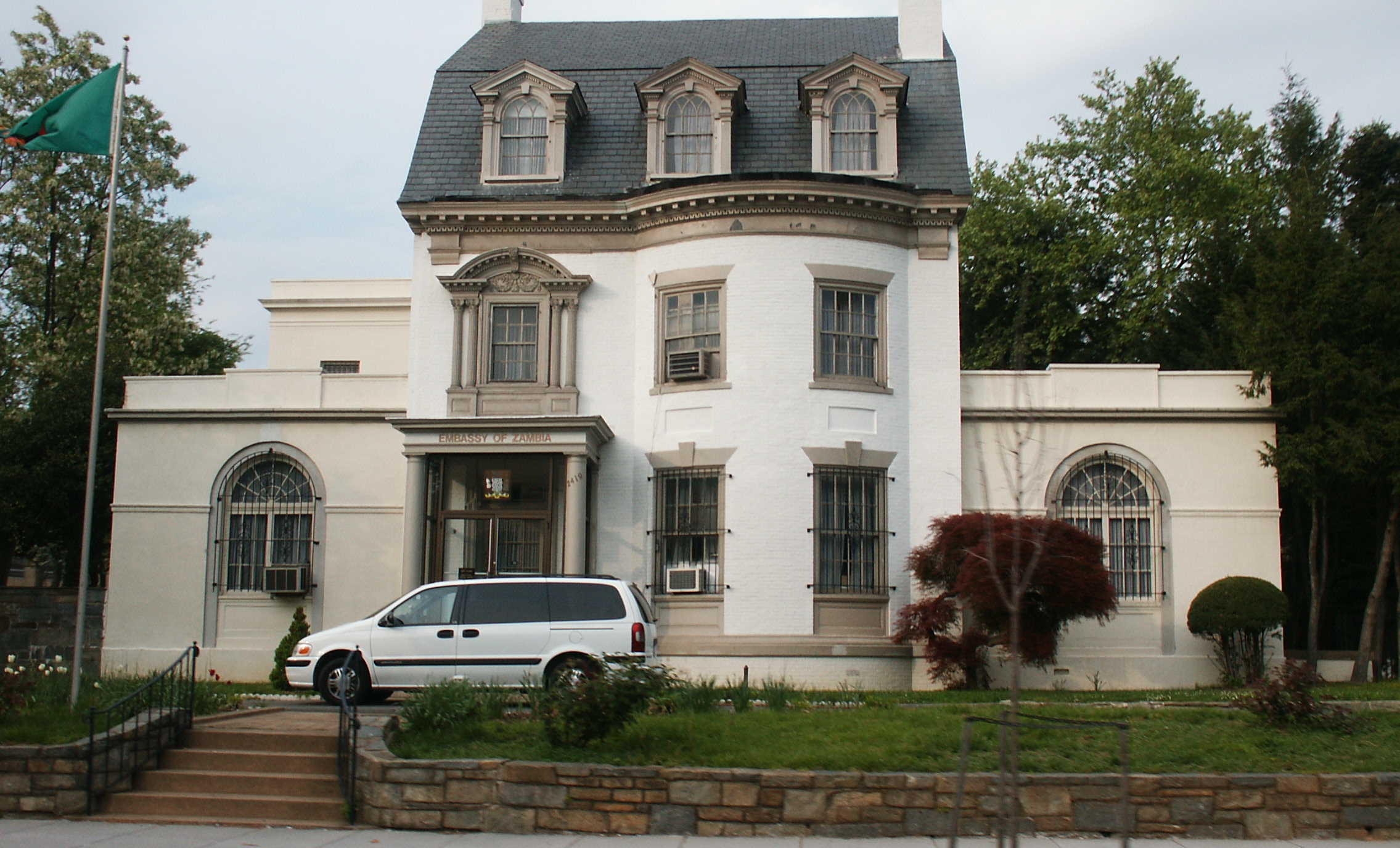
Sambische Botschaft in Washington, D.C.

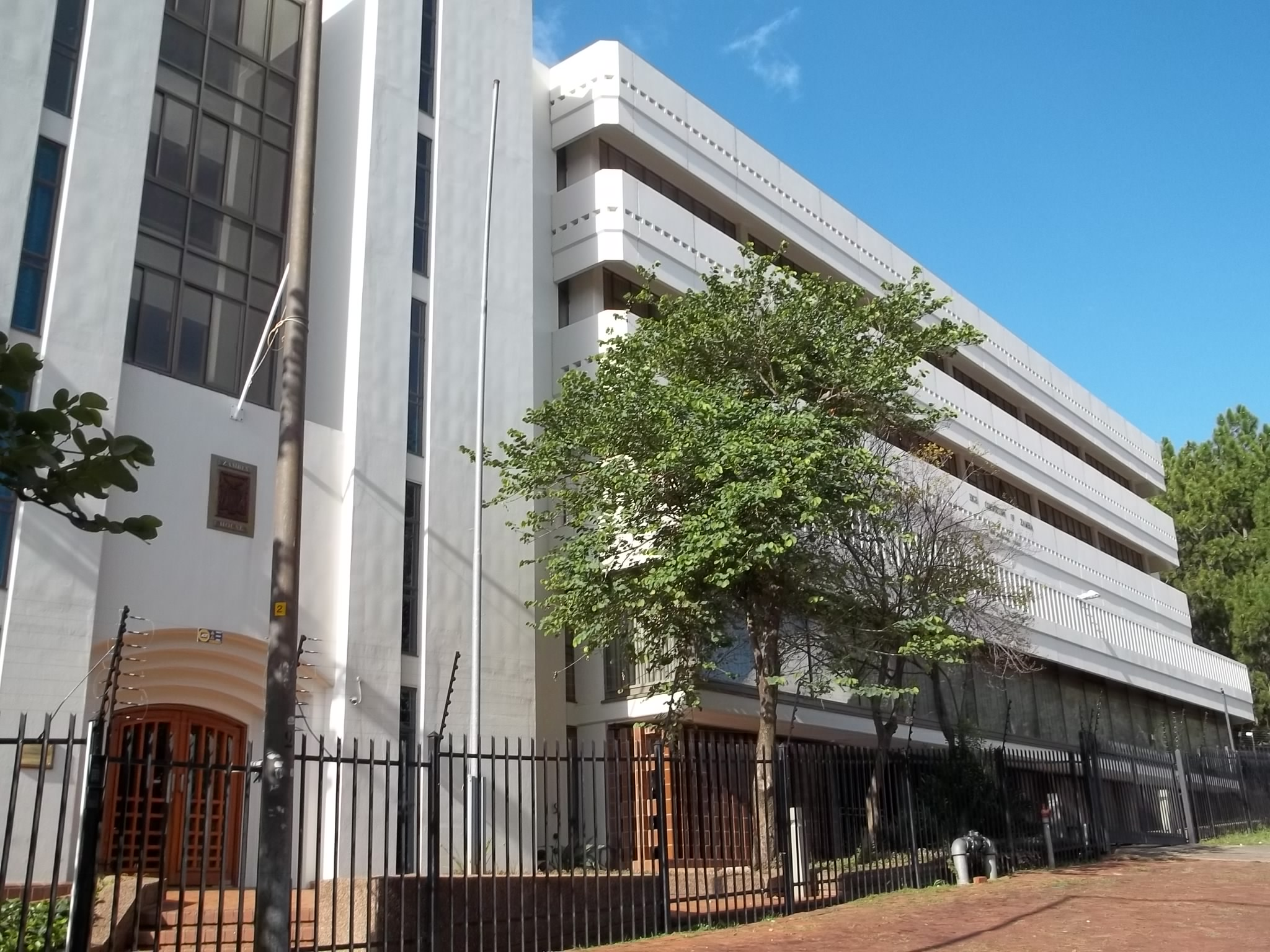
Sambische Botschaft in Pretoria

### Afrika
| - Ägypten: Kairo, Botschaft - Angola: Luanda, Botschaft - Äthiopien: Addis Abeba, Botschaft - Botswana: Gaborone, Hohe Kommission - Demokratische Republik Kongo: Kinshasa, Botschaft - Kenia: Nairobi, Hohe Kommission - Libyen: Tripolis, Botschaft | - Malawi: Lilongwe, Hohe Kommission - Mosambik: Maputo, Hohe Kommission - Namibia: Windhoek, Hohe Kommission - Nigeria: Abuja, Hohe Kommission - Simbabwe: Harare, Botschaft - Südafrika: Pretoria, Hohe Kommission - Tansania: Daressalam, Hohe Kommission |

### Asien
| - Volksrepublik China: Peking, Botschaft - Indien: Neu-Delhi, Hohe Kommission - Israel: Tel Aviv, Botschaft | - Japan: Tokio, Botschaft - Südkorea: Seoul, Botschaft |

### Australien und Ozeanien
- Australien: Canberra, Hohe Kommission

### Europa
| - Belgien: Brüssel, Botschaft - Deutschland: Berlin, Botschaft - Frankreich: Paris, Botschaft - Italien: Rom, Botschaft | - Russland: Moskau, Botschaft - Schweden: Stockholm, Botschaft - Türkei: Ankara, Botschaft - Vereinigtes Königreich: London, Botschaft |

### Nordamerika
- Kanada: Ottawa, Hohe Kommission
- Vereinigte Staaten: Washington, D.C., Botschaft

### Südamerika
- Brasilien: Brasília, Botschaft

## Vertretungen bei internationalen Organisationen
- Vereinte Nationen: New York, Ständige Mission
- Vereinte Nationen: Genf, Ständige Mission
- Europäische Union: Brüssel, Mission
- AU: Addis Abeba, Ständige Mission